# Passage Tourlaque
Le passage Tourlaque est une voie du 18e arrondissement de Paris, en France.

## Situation et accès
Le passage Tourlaque est situé dans le 18e arrondissement de Paris. Il débute au 27, rue Caulaincourt et se termine au 18, rue Damrémont.

## Origine du nom
La rue tire son nom du propriétaire des terrains sur lesquels elle a été ouverte, François Tourlaque (1767-1844).